# Hypsicera cribrosa
Hypsicera cribrosa är en stekelart som först beskrevs av Pierre L. G. Benoit 1955.  Hypsicera cribrosa ingår i släktet Hypsicera och familjen brokparasitsteklar. Inga underarter finns listade i Catalogue of Life.